# Rašeliniště Mosty
Rašeliniště Mosty je přírodní památka poblíž obce Kunžak v okrese Jindřichův Hradec. Oblast spravuje Agentura ochrany přírody a krajiny ČR. Důvodem ochrany je zachování mokřadních biotopů, především lučního rašeliniště a pobřeží rybníka s řadou vzácných rostlinných a živočišných druhů a společenstev.